# موورمرلاند
موورمرلاند (به آلمانی: Moormerland) یک شهر در آلمان است که در لر واقع شده‌است. موورمرلاند ۲۲٬۳۳۵ نفر جمعیت دارد.